# Княжество Мюнстер
Княжество Мюнстер, также известное как Наследственное княжество Мюнстер (нем. Fürstentum Münster,нем. Erbfürstentum Münste) — доставшаяся Пруссии в 1803 г. часть секуляризованного княжества-епископства Мюнстер. В 1806 г. было оккупировано французами в рамках войны четвёртой коалиции и включено в состав Великого герцогства Берг в 1808 г. После Венского конгресса 1815 г. было возвращено Пруссии и включено в состав провинции Вестфалия.

## Появление
Большая часть епископства Мюнстера попала под действие Парижского договора от 23 мая 1802 г. о компенсации захваченных Францией у Пруссии владений на левом берегу Рейна. Генерал Гебхард Блюхер вошел в Мюнстер 3 августа 1802 г. Наследственное княжество Мюнстер было образовано на основе королевского патента. Помимо города Мюнстер, сюда входили амты Зассенберг, Стромберг, Верне и Людингхаузен, а также части амтов Вольбек, Дюльмен, Хорстмар, Рейн и Бевергерн.
Король был также потомственным князем. Специальная организационная комиссия под руководством барона Генриха фон Штейна взяла на себя управление. Заключительное постановление Имперской депутации 1803 г. подтвердило передачу региона Пруссии.

## Структура
Хотя Антон Виктор Австрийский был избран епископом в Арнсберге в 1801 г., он не смог выполнять свои обязанности из-за давления Франции и Пруссии и Sede Vacante продлился до 1820 г. Капитул собора в Мюнстере утратил свою прежнюю политическую функцию. Земские штаты (нем. Landstände также почти не играли никакой роли. Некоторые монастыри были распущены в ходе секуляризации.
Административная структура была реорганизована. В Мюнстере была создана Прусская военная и доменная палата, предшественница сегодняшнего округа Мюнстер. Первоначально им управлял Генрих Фридрих фон Штейн, а с 1804 года — Фридрих Людвиг фон Финке. 1 января 1804 г. княжество было разделено на округа Мюнстер, Варендорф, Беккум и Людингхаузен, во главе которых стояли районные администраторы. Реорганизация управления затянулась более чем на год. Города Мюнстер и Варендорф остались независимыми. В сельской местности городские конституции почти не изменились, но в городах гражданское право голоса было ограничено. Муниципальная юрисдикция также была заменена королевской.
1 июня 1806 г. было изменено считавшееся невыгодным районное деление. Людингхаузен был распущен и по большей части включен в состав округа Мюнстер. Новый округ Бевергерн был образован из северной части Мюнстера.

## Ликвидация
В ходе войны четвёртой коалиции прусские владения в Вестфалии были оккупированы французами в ноябре 1806 г. Княжество Мюнстер было объединено с графством Марк, графством Линген-Текленбург и епископством Оснабрюк, чтобы сформировать военный правительственный округ, базирующийся в Мюнстере. Военно-доменная камера была переименована в Административный колледж и распущена Винке в 1807 году.
По Тильзитскому миру 1807 года Пруссия отказалась от своих прав на Мюнстерское княжество. В январе 1808 г. оно перешел к великому герцогству Берг, которое включило его в департаменты Эмс и Рур, создав административные структуры по французскому образцу. В 1810 г. часть бывшего княжества Мюнстер к северо-западу от линии от Хальтерна через Тельгте до Варендорфа была аннексирована Францией.
В 1815 году на Венском конгрессе большая часть бывшего княжества была окончательно закреплена за Пруссией и отошла к административному округу Мюнстер в новой провинции Вестфалия. Северная оконечность княжества, состоящая из общин Бекстен-Листруп, Глизен и Хольстен, отошла королевству Ганновер.